# Kaktovik
Kaktovik – miasto w Stanach Zjednoczonych, w stanie Alaska, w okręgu North Slope.